# Лороза (Санта-Марія-да-Фейра)
Лороза (порт. Lourosa; МФА: [ɫo.ˈɾo.zɐ]) — парафія в Португалії, у муніципалітеті Санта-Марія-да-Фейра. Розташована в західній частині країни, на теренах історичної португальської провінції Бейра. Входить до складу округу Авейру. За адміністративним поділом, чинним до 1976 року, терени парафії були складовою провінції Берегове Дору. Належить до Авейрівської діоцезії Католицької церкви. Патрон — святий Яків. Площа — 5,7740 км². Населення — 8636 ос. (2011). Середньо урбанізований регіон. Густота населення — 1495,67 осіб/км²
. Код — 010913.

## Географія

Санта-Марія-да-Фейра (2013)
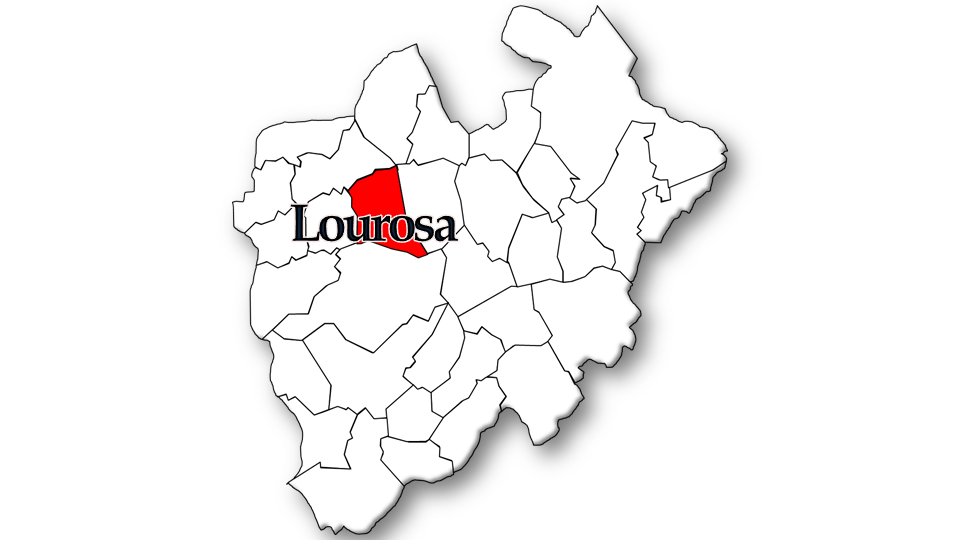
Лороза

## Населення
| Кількість мешканців | Кількість мешканців | Кількість мешканців | Кількість мешканців | Кількість мешканців | Кількість мешканців | Кількість мешканців | Кількість мешканців | Кількість мешканців | Кількість мешканців | Кількість мешканців | Кількість мешканців | Кількість мешканців | Кількість мешканців | Кількість мешканців |
| ------------------- | ------------------- | ------------------- | ------------------- | ------------------- | ------------------- | ------------------- | ------------------- | ------------------- | ------------------- | ------------------- | ------------------- | ------------------- | ------------------- | ------------------- |
| 1864                | 1878                | 1890                | 1900                | 1911                | 1920                | 1930                | 1940                | 1950                | 1960                | 1970                | 1981                | 1991                | 2001                | 2011                |
| 1 328               | 1 595               | 1 762               | 1 936               | 2 276               | 2 341               | 2 775               | 3 448               | 4 079               | 5 724               | 7 384               | 8 288               | 8 113               | 9 204               | 8 636               |

## Видатні уродженці
- Іву Пінту — португальський футболіст.